# HD 53629
HD 53629，又名BD-21 1732，SAO 172906、HR 2664，是一颗恒星，视星等为6.09，位于銀經234.11，銀緯-7.07，其B1900.0坐标为赤經7h 0m 31.5s，赤緯-21° -7.07′ 49″。